# ستة أقدام تحت الأرض (مسلسل)
ستة أقدام تحت الأرض (بالإنجليزية: Six Feet Under) هو مسلسل درامي أمريكي من إنتاج هوم بوكس أوفيس (بالإنجليزية: Home Box Office)‏(HBO)، تم عرضه لأول مرة في الولايات المتحدة في 3 يونيو 2001، وانتهى في 21 أغسطس 2005، بمعدل 63 حلقة عُرضت في خمسة مواسم. يدور المسلسل حول حياة عائلة فيشر وهي أسرة تعمل في ميدان تنظيم الجنازات والتحنيط وتدير دار جنائز في لوس أنجلوس، مع أصدقائها ومحبيها. والمسلسل من تأليف وإنتاج الآن بول. ويشترك فيه عدد من الممثلين كــ مايكل سي هول بطل مسلسل Dexter المعروف بالقاتل الصامت.
مثل في المسلسل العديد من النجوم من ضمنهم بيتر كراوس، ومايكل سي هول، وفرانسيس كونروي، ولورين أمبروز، وفريدي رودريغيز، وماثيو سانت باتريك، وراشيل جريفيث. تم إنتاج المسلسل بواسطة أكشول سايز فيلمز (بالإنجليزية: Actual Size Films)‏ واستوديو جانولاري ذا قرينبلات (بالإنجليزية: The Greenblatt / Janollari Studio)‏، وتم تصويره في لوس أنجلوس وفي استوديوهات هوليوود.
تلقى مسلسل ستة أقدام تحت الأرض إشادة من النقاد على نطاق واسع، ولا سيما لكتابته وتمثيله، وحقق باستمرار تقييمات عالية لشبكة هوم بوكس أوفيس. ويعد أحد أعظم المسلسلات التلفزيونية على مر السنين. كما تم وصف الحلقة الأخيرة بأنها واحدة من أعظم نهائيات المسلسلات التلفزيونية. فاز المسلسل بالعديد من الجوائ ، بما في ذلك تسع جوائز إيمي وثلاث جوائز نقابة ممثلي الشاشة وثلاث جوائز غولدن غلوب وجائزة بيبودي.

## ملخص المسلسل
المسلسل من بطولة بيتر كراوس في دور نيت فيشر، والذي توفي والده مدير دار الجنائز (ريتشارد جينكينز) وأورث ملكية منزل فيشر وأولاده للجنائز نيت وابنه الآخر ديفيد (مايكل سي هول). تضم عائلة فيشر أيضًا الأرملة روث فيشر (فرانسيس كونروي) وابنتها كلير فيشر (لورين أمبروز). ومن بين المنتظمين الآخرين محنط الجثث وصديق العائلة فيديريكو دياز (فريدي رودريغيز)، وصديقة نيت، بريندا تشينويث (راشيل غريفيث)، وصديق ديفيد كيث تشارلز (ماثيو سانت باتريك).
على أحد الأوجه، يعد المسلس دراما عائلية تقليدية، ويتعامل مع قضايا مثل العلاقات الشخصية، والاختلال الوظيفي، والخيانة الزوجية، والنمو الشخصي، والدين. وفي الوقت ذاته، يتميز بتركيزه على موضوع الموت، والذي يستكشفه على المستويات الشخصية والدينية والفلسفية. تبدأ كل حلقة في المسلسل بوفاة يتراوح سببها من نوبة قلبية إلى قتل إلى الموت العرضي أو متلازمة موت الرضيع المفاجئ. عادة ما يحدد هذا الموت النغمة الموضوعية لكل حلقة، مما يسمح للشخصيات بالتأمل في ثرواتهم الحالية ومآسيهم بطريقة ترتبط بالموت ونتائجه. كما أن المسلسل يحوي أيضًا على الكوميديا السوداء والسريالية طوال مواسمه.
تتكون الحبكة المتكررة من شخصية تجري محادثة وهمية مع المتوفى؛ على سبيل المثال، "يتحدث" نيت وديفيد وفيديريكو أحيانًا مع المتوفى في بداية الحلقة، وفي أثناء تحنيط الجثة، أو أثناء التخطيط للجنازة أو الجنازة نفسها. وفي بعض الأحيان، تتحدث الشخصيات مع شخصيات متوفاة أخرى، وأبرزها ناثانيال فيشر الأب، ومنشئ العرض آلان بول قال إن هذا يمثل الحوارات الداخلية للشخصيات الحية التي يتم التعبير عنها في شكل محادثات خارجية.

## الانتاج

### المفهوم
على الرغم من أن الحبكة والشخصيات الشاملة أنشأها ألان بول، إلا أن التقارير تتعارض حول كيفية تصور المسلسل. في إحدى الحالات، ذكر بول أنه توصل إلى مقدمة العرض بعد وفاة أخته ووالده. ومع ذلك، في مقابلة على مجموعة دي في دي للمسلسل ألمح إلى أن رئيسة الترفيه في اتش بي أو، كارولين شتراوس، قد اقترحت عليه الفكرة. في قضية انتهاك حقوق النشر، أكدت كاتبة السيناريو جوين أودونيل أنها كانت المصدر الأصلي للفكرة التي انتقلت فيما بعد عبر شتراوس إلى بول. رفضت محكمة الاستئناف الأمريكية للدائرة التاسعة ادعاءها، بناءً على افتراض أن هذا التأكيد كان صحيحًا.
سمح بث المسلسل على شبكة كيبل ممتازة بالتطرق إلى موضوعات مظلمة أكثر من لو تم عرضه على الشبكات الأخرى، كما أضاف بول:
| ستة أقدام تحت الأرض (مسلسل) | عندما ذهبت إلى اتش بي أو وقد قرأوا مسودتي الأولى وقالت كارولين شتراوس، "كما تعلمون، هذا جيد حقًا. أنا أحب هذه الشخصيات، وأحب هذه المواقف، ولكنها تشعر ببعض الأمان. هل يمكنك أن تجعل الأمر أكثر سوءًا؟ وهذه ملاحظة لا تحصل عليها في هوليوود كثيرًا. واندهشت، وقد منحني ذلك نطاقًا مجانيًا لأكتب بعمق أكثر، وظلمة أكثر،وتعقيدًا أكثر. | ستة أقدام تحت الأرض (مسلسل) |

### المواضيع الرئيسية
يركز المسلسل على الوفيات البشرية، والطبيعة التكافلية للحياة والموت التي يتغذى بها بعضهما البعض، ومجال العمل في الجنائز والموت، وحياة أولئك الذين يتعاملون معها بشكل يومي. عند مناقشة مفهوم العرض، يشرح المؤلف بول بالتفصيل الأسئلة الرئيسية التي استهدفتها الحلقة الأولى من المسلسل:
| ستة أقدام تحت الأرض (مسلسل) | من هم هؤلاء الأشخاص الذين يعدون مديرو الجنازات الذين نستعين بخدماتهم لمواجهة الموت من أجلنا؟ ماذا يفعل ذلك بحياتهم - أن يكبروا في منزل حيث توجد به جثث في الطابق السفلي، عندما كانوا أطفال ويدخلون على والدهم ويجدون جسد ملقى على طاولة مفتوحة وهو يعمل على ذلك؟ ماذا يفعل ذلك بك؟ | ستة أقدام تحت الأرض (مسلسل) |

في مسلسل ستة أقدام تحت الأرض عائلة فيشر كأساس لاستكشاف هذه الأسئلة. طوال المواسم الخمسة، وفي 63 حلقة، تواجه الشخصيات الرئيسية أزمات تتعلق مباشرة ببيئتهم والحزن الذي عانوا منه. يربط ألان بول مرة أخرى هذه التجارب، بالإضافة إلى اختيار عنوان المسلسل، بالنص الفرعي المستمر للبرنامج:
| ستة أقدام تحت الأرض (مسلسل) | "ستة أقدام تحت" لا يشير فقط إلى دفن الجثة، بل أيضًا إلى المشاعر والأحاسيس البدائية العميقة. عندما يكون المرء محاطًا بالموت - لموازنة ذلك، يجب أن تكون هناك حجم معين من الخبرة، والحاجة إلى الهروب. فمثلًا نيت مع كونه زير نساء - وكلير وتجربتها الجنسية - والقهر الجنسي لبريندا - وديفيد عندما يرتبط بأفعال مشينة في الأماكن العامة - وروث وعلاقاتها العديدة - إنها قوة الحياة التي تحاول دفع كل تلك المعاناة والحزن والاكتئاب. | ستة أقدام تحت الأرض (مسلسل) |

علقت الناقدة الثقافية سالي مونت قائلة: "قد يخاطر المرء بالقول إن [المسلسل] يتضمن أشياء غريبة أو مشاهد غريبة للمواقف والعلاقات الطبقية". ورأت مجلة نيويورك أن المسلسل "تجنب الأخلاق بعناية" ولكن كانت هناك أوقات "شعرت فيها وكأنها رسالة" مفادها أن "الموت له توقيت رهيب" ويمكن أن يكون أيضًا "هدية قدرية" للبعض. دحض المؤلف ألان بول هذا الادعاء من خلال التأكيد على أنه لا توجد رسالة في القصة ولكن فقط الاعتراف بأن الموت يأتي في منتصف "الأشياء الفوضوية" ولا ينتظرنا حتى نرتب حياتنا.

## الممثلين والشخصيات
- بيتر كراوس في دور نيت فيشر - الأكبر، يبحث عن المعنى، بينما يواجه احتمال وفاته.
- مايكل سي هول في دور ديفيد فيشر - الأوسط ، متوتر ويتعامل مع كونه مثليًا.
- فرانسيس كونروي في دور روث فيشر - الأم ، تتعرض للقمع العاطفي وتحاول تشكيل حياة جديدة ومستقلة.
- لورين أمبروز في دور كلير فيشر - أصغر ابنة، وهي متمردة ومبدعة.
- فريدي رودريغيز في دور فيديريكو دياز - الشريك التجاري لدار الجنائز، ولديه عائلة.
- ماثيو سانت باتريك في دور كيث تشارلز - صديق ديفيد، وهو عضو في شرطة لوس أنجلوس .
- راشيل غريفيث في دور بريندا تشينويث - شريكة نيت الأخرى، وهي تعاني من الاكتئاب.
- جيريمي سيستو في دور بيلي تشينويث - الأخ الأصغر لبريندا، ولديه اضطراب ثنائي القطب (الموسم الرئيسي 1؛ المواسم المتكررة 2-5).
- جيمس كرومويل في دور جورج سيبلي - أستاذ الجيولوجيا، وهو الزوج الثاني لروث (الموسم المتكرر 3 ؛ المواسم الرئيسية 4-5).
- جوستينا ماتشادو في دور فانيسا دياز - زوجة فيديريكو، وهي ممرضة مهنية مرخصة (المواسم المتكررة 1-4 ؛ الموسم الرئيسي 5).

## الجوائز و الترشيحات
في حفل توزيع جوائز الإيمي برايم تايم لعام 2002، تلقى المسلسل 23 ترشيحًا لموسميها الأولين، بما في ذلك ترشيح لسلسلة الدراما المتميزة. فاز مؤلف المسلسل ألان بول بجائزة الإخراج المتميز لسلسلة درامية عن الحلقة التجريبية، وفازت باتريشيا كلاركسون بجائزة أفضل ممثلة ضيفة في مسلسل درامي. تلقى باقي أعضاء الفريق، بما في ذلك مايكل سي هول، وبيتر كراوس، وفرانسيس كونروي، وراشيل غريفيث، وفريدي رودريغيز، ولورين أمبروز، ترشيحات للتمثيل. تلقى الممثلان الضيفان ليلي تايلور وإليانا دوغلاس ترشيحات في فئة التمثيل الضيف. تلقى المسلسل 16 ترشيحًا في حفل توزيع جوائز الإيمي برايم تايم لعام 2003 لموسمها الثالث، بما في ذلك الترشيح لمسلسلات الدراما المتميزة. تلقى كل من كراوس وكونروي وأمبروز وجريفيثس وجيمس كرومويل وكاثي بيتس ترشيحات للتمثيل. تم ترشيح آلان بول لإخراجه حلقة "لا أحد ينام"، وتم ترشيح كريج رايت لكتابة حلقة "توايلايت". تلقى المسلسلة خمسة ترشيحات في جوائز إيمي لعام 2005 لموسمها الرابع، بما في ذلك مسلسلات الدراما المتميزة والممثلة البارزة في سلسلة الدراما لفرانسيس كونروي. تلقت السلسلة تسعة ترشيحات في حفل توزيع جوائز أيمي برايم تايم لعام 2006 لموسمها الخامس والأخير. فازت باتريشيا كلاركسون للمرة الثانية عن أفضل ممثلة ضيفة في مسلسل درامي، وتلقى كراوس وكونروي وجوانا كاسيدي ترشيحات للتمثيل. تم ترشيح بول للكتابة والإخراج للحلقة النهائية للمسلسل "الجميع ينتظرون".
بالنسبة لجوائز جولدن جلوب، فاز المسلسل بجائزة أفضل مسلسل درامي في عام 2001، وحصل على ترشيحات في عامي 2002 و 2003. تم ترشيح بيتر كراوس لأفضل ممثل في مسلسل درامي في عامي 2001 و 2002. فازت راشيل غريفيث بجائزة أفضل ممثلة مساعدة في مسلسل أو مسلسل قصير أو فيلم تلفزيوني في عام 2001، وحصلت على ترشيح في عام 2002 في فئة الممثلة الرئيسية. فازت فرانسيس كونروي بجائزة أفضل ممثلة في مسلسل درامي عام 2003.
بالنسبة لجوائز نقابة ممثلي الشاشة، فاز فريق الممثلين بجائزة أفضل فرقة في مسلسل درامي في عامي 2002 و 2003، وتلقى ترشيحات في 2001 و 2004 و 2005. تم ترشيح بيتر كراوس لجائزة أفضل ممثل ذكر في مسلسل درامي في عامي 2001 و 2003. فازت فرانسيس كونروي بجائزة أفضل ممثلة في مسلسل درامي عام 2003.

## وصلات خارجية
- ستة أقدام تحت الأرض على موقع IMDb (الإنجليزية)
- ستة أقدام تحت الأرض على موقع ميتاكريتيك (الإنجليزية)
- ستة أقدام تحت الأرض على موقع الموسوعة البريطانية (الإنجليزية)
- ستة أقدام تحت الأرض على موقع روتن توميتوز (الإنجليزية)
- ستة أقدام تحت الأرض على موقع نتفليكس (الإنجليزية)
- ستة أقدام تحت الأرض على موقع أول موفي (الإنجليزية)
- ستة أقدام تحت الأرض على موقع فيلمافينيتي (الإسبانية)
- ستة أقدام تحت الأرض على موقع كينوبويسك (الروسية)
- ستة أقدام تحت الأرض على موقع ألو سيني (الفرنسية)
- ستة أقدام تحت الأرض على موقع قاعدة بيانات الفيلم (الإنجليزية)